# Hồ Gatun
Hồ Gatun (Tiếng Tây Ban Nha: Lago Gatún) là một hồ nước nhân tạo lớn nhất Cộng hòa Panama, nó tạo thành một phần quan trọng của kênh đào Panama, mang theo tàu cho 33 km (21 dặm) quá cảnh qua eo đất Panama.
Hồ được tạo ra từ năm 1907 đến 1913 do việc xây dựng đập Gatun qua sông Chagres. Khi nó được tạo ra, Gatun là hồ nhân tạo lớn nhất thế giới, và đập là đập nước lớn nhất trên Trái Đất.